# Seven de la República Masculino 2022
El Seven de la República Masculino de 2022 fue la trigésimo-octava edición del torneo de rugby 7 de fin de temporada para uniones regionales afiliadas a la Unión Argentina de Rugby y la trigésima-segunda en ser organizada en la ciudad de Paraná, Entre Ríos. Se llevó a cabo el 3 y 4 de diciembre de 2022 en El Plumazo y La Tortuguita, sedes del Club Atlético Estudiantes y Paraná Rowing Club, respectivamente.
La Unión de Rugby de Rosario consiguió el campeonato, el primero en trece años, tras vencer 21-12 en la final de la Copa de Oro al campeón defensor, la Unión de Rugby de Buenos Aires. Este fue el sexto título para el Ñandú Seven, tras las coronaciones en 1995, Seven de la República 1997, 1998, 2000 y 2009. En la Zona Ascenso, Tierra del Fuego derrotó en la final a Salta por 14-7 y logró acceder a la Zona Campeonato del siguiente año, reemplazando a Lagos del Sur, que perdió 21-5 en la definición por el descenso con la Unión Sanjuanina de Rugby.
Se reinstauraron durante esta temporada los ascensos y descenso entre la Zona Campeonato y la Zona Ascensos, los cuales habían sido suspendidos en 2021 debido a la pandemia de COVID-19.

## Equipos participantes
Participaron del torneo veintiocho equipos: dieciséis en la Zona Campeonato y doce en la Zona Ascenso.
| División                   | Equipo              | Unión                                                |
| -------------------------- | ------------------- | ---------------------------------------------------- |
| Zona Campeonato 16 equipos | Buenos Aires        | Unión de Rugby de Buenos Aires                       |
| Zona Campeonato 16 equipos | Córdoba             | Unión Cordobesa de Rugby                             |
| Zona Campeonato 16 equipos | Chile               | Unión de Rugby del Uruguay                           |
| Zona Campeonato 16 equipos | Cuyo                | Unión de Rugby de Cuyo                               |
| Zona Campeonato 16 equipos | Entre Ríos          | Unión Entrerriana de Rugby                           |
| Zona Campeonato 16 equipos | Lagos del Sur       | Unión de Rugby de los Lagos del Sur                  |
| Zona Campeonato 16 equipos | Mar del Plata       | Unión de Rugby de Mar del Plata                      |
| Zona Campeonato 16 equipos | Misiones            | Unión de Rugby de Misiones                           |
| Zona Campeonato 16 equipos | Nordeste            | Unión de Rugby del Nordeste                          |
| Zona Campeonato 16 equipos | Rosario             | Unión de Rugby de Rosario                            |
| Zona Campeonato 16 equipos | San Juan            | Unión Sanjuanina de Rugby                            |
| Zona Campeonato 16 equipos | Santa Fe            | Unión Santafesina de Rugby                           |
| Zona Campeonato 16 equipos | Santiago del Estero | Unión Santiagueña de Rugby                           |
| Zona Campeonato 16 equipos | Sur                 | Unión de Rugby del Sur                               |
| Zona Campeonato 16 equipos | Tucumán             | Unión de Rugby de Tucumán                            |
| Zona Campeonato 16 equipos | Uruguay             | Unión de Rugby del Uruguay                           |
| Zona Ascenso 12 equipos    | Alto Valle          | Unión de Rugby del Alto Valle de Río Negro y Neuquén |
| Zona Ascenso 12 equipos    | Andina              | Unión Andina de Rugby                                |
| Zona Ascenso 12 equipos    | Austral             | Unión de Rugby Austral                               |
| Zona Ascenso 12 equipos    | Chubut              | Unión de Rugby del Valle del Chubut                  |
| Zona Ascenso 12 equipos    | Entre Ríos B        | Unión Entrerriana de Rugby                           |
| Zona Ascenso 12 equipos    | Formosa             | Unión de Rugby de Formosa                            |
| Zona Ascenso 12 equipos    | Jujuy               | Unión Jujeña de Rugby                                |
| Zona Ascenso 12 equipos    | Oeste               | Unión de Rugby del Oeste de Buenos Aires             |
| Zona Ascenso 12 equipos    | Paraguay            | Unión de Rugby del Paraguay                          |
| Zona Ascenso 12 equipos    | Salta               | Unión de Rugby de Salta                              |
| Zona Ascenso 12 equipos    | San Luis            | Unión Santafesina de Rugby                           |
| Zona Ascenso 12 equipos    | Tierra del Fuego    | Unión de Rugby de Tierra del Fuego                   |

En cursiva los seleccionados internacionales invitados.
El seleccionado invitado de Chile regresó al torneo luego de ausentarse en la última temporada. En aquella edición, Entre Ríos B reemplazó a los Cóndores 7s y finalizó en la última posición de la Zona Campeonato, pero el seleccionado seleccionado chileno mantuvo la categoría debido a la suspensión de los descensos en 2021. A pesar de esto, Entre Ríos B participó en la Zona Ascenso durante esta temporada, en este caso reemplazando a la Unión Santacruceña de Rugby, la única unión provincial argentina ausente en el torneo.

## Formato
Los veintiocho equipos fueron divididos en dos categorías: Zona Campeonato (dieciséis equipos) y Zona Ascenso (doce equipos). Ambas zonas se dividieron en grupos que se resolvieron con el sistema de todos contra todos a una sola ronda; la victoria otorgando 2 puntos, el empate 1 y la derrota 0 puntos. Todos los grupos fueron organizados de acuerdo a la posición final que cada equipo obtuvo en la edición anterior.
Zona Campeonato
La Zona Campeonato estuvo compuesta por cuatro grupos de cuatro equipos cada uno. Una vez resueltos los grupos, todos los equipos clasificaron a llaves finales (disputadas a eliminación directa) dependiendo de su posición: los dos mejores equipos de cada grupo clasificaron a los cuartos de final de la Copas de Oro, mientras que los 3.° y 4.° clasificaron a los cuartos de final de la Copa de Bronce. 
Los equipos eliminados en cuartos de final de la Copa de Oro clasificaron a las semifinales de la Copa de Plata, mientras que los eliminados en cuartos de final de la Copa de Bronce clasificaron a las semifinales de Posicionamiento. El ganador de la Copa de Oro obtiene el título, mientras que el peor clasificado en la llave de Posicionamiento desciende a la Zona Ascenso de la siguiente temporada.
Zona Ascenso
La Zona Ascenso estuvo compuesta por cuatro grupos de tres equipos cada uno. Los dos mejores equipos de cada grupo clasificaron a los cuartos de final por el Ascenso. Por otro lado, los terceros clasificaron a un grupo final para determinar las últimas cuatro posiciones de la tabla (25.° al 28.°).
El ganador de esta llave es el campeón de la Zona Ascenso y asciende a la Zona Campeonato de la siguiente temporada.

## Zona Campeonato

### Zona 1
| Pos. | Equipos  | Partidos | Partidos | Partidos | Tantos | Tantos | Tantos | Pts. |
| Pos. | Equipos  | G        | E        | P        | PF     | PC     | DP     | Pts. |
| ---- | -------- | -------- | -------- | -------- | ------ | ------ | ------ | ---- |
| 1.°  | Tucumán  | 3        | 0        | 0        | 88     | 7      | +81    | 6    |
| 2.°  | Chile    | 2        | 0        | 1        | 66     | 33     | +33    | 4    |
| 3.°  | San Juan | 1        | 0        | 2        | 17     | 60     | -43    | 2    |
| 4.°  | Misiones | 0        | 0        | 3        | 22     | 93     | -71    | 0    |

|  | Clasifica a Copa de Oro.    |
|  | Clasifica a Copa de Bronce. |

| 3 de diciembre | Tucumán | 26 - 7  | Chile | CA Estudiantes, Paraná |  |
|                |         | Reporte |       |                        |  |

| 3 de diciembre | Misiones | 15 - 17 | San Juan | Paraná Rowing Club, Paraná |  |
|                |          | Reporte |          |                            |  |

| 3 de diciembre | Tucumán | 21 - 0  | San Juan | CA Estudiantes, Paraná |  |
|                |         | Reporte |          |                        |  |

| 3 de diciembre | Misiones | 7 - 35  | Chile | CA Estudiantes, Paraná |  |
|                |          | Reporte |       |                        |  |

| 3 de diciembre | Tucumán | 41 - 0  | Misiones | CA Estudiantes, Paraná |  |
|                |         | Reporte |          |                        |  |

| 3 de diciembre | San Juan | 0 - 24  | Chile | Paraná Rowing Club, Paraná |  |
|                |          | Reporte |       |                            |  |

### Zona 2
| Pos. | Equipos         | Partidos | Partidos | Partidos | Tantos | Tantos | Tantos | Pts. |
| Pos. | Equipos         | G        | E        | P        | PF     | PC     | DP     | Pts. |
| ---- | --------------- | -------- | -------- | -------- | ------ | ------ | ------ | ---- |
| 1.°  | Santa Fe        | 3        | 0        | 0        | 90     | 34     | +56    | 6    |
| 2.°  | Uruguay         | 2        | 0        | 1        | 56     | 43     | +13    | 4    |
| 3.°  | Sur             | 1        | 0        | 2        | 38     | 84     | -46    | 2    |
| 4.°  | Sgo. del Estero | 0        | 0        | 3        | 43     | 66     | -23    | 0    |

|  | Clasifica a Copa de Oro.    |
|  | Clasifica a Copa de Bronce. |

| 3 de diciembre | Uruguay | 29 - 14 | Sur | Paraná Rowing Club, Paraná |  |
|                |         | Reporte |     |                            |  |

| 3 de diciembre | Santa Fe | 32 - 17 | Santiago del Estero | CA Estudiantes, Paraná |  |
|                |          | Reporte |                     |                        |  |

| 3 de diciembre | Uruguay | 15 - 14 | Santiago del Estero | Paraná Rowing Club, Paraná |  |
|                |         | Reporte |                     |                            |  |

| 3 de diciembre | Santa Fe | 43 - 5  | Sur | Paraná Rowing Club, Paraná |  |
|                |          | Reporte |     |                            |  |

| 3 de diciembre | Uruguay | 12 - 15 | Santa Fe | CA Estudiantes, Paraná |  |
|                |         | Reporte |          |                        |  |

| 3 de diciembre | Santiago del Estero | 12 - 19 | Sur | Paraná Rowing Club, Paraná |  |
|                |                     | Reporte |     |                            |  |

### Zona 3
| Pos. | Equipos       | Partidos | Partidos | Partidos | Tantos | Tantos | Tantos | Pts. |
| Pos. | Equipos       | G        | E        | P        | PF     | PC     | DP     | Pts. |
| ---- | ------------- | -------- | -------- | -------- | ------ | ------ | ------ | ---- |
| 1.°  | Rosario       | 3        | 0        | 0        | 62     | 21     | +41    | 6    |
| 2.°  | Mar del Plata | 2        | 0        | 1        | 89     | 38     | +51    | 4    |
| 3.°  | Córdoba       | 1        | 0        | 2        | 26     | 63     | -37    | 2    |
| 4.°  | Lagos del Sur | 0        | 0        | 3        | 28     | 83     | -55    | 0    |

|  | Clasifica a Copa de Oro.    |
|  | Clasifica a Copa de Bronce. |

| 3 de diciembre | Córdoba | 19 - 14 | Lagos del Sur | CA Estudiantes, Paraná |  |
|                |         | Reporte |               |                        |  |

| 3 de diciembre | Rosario | 24 - 14 | Mar del Plata | CA Estudiantes, Paraná |  |
|                |         | Reporte |               |                        |  |

| 3 de diciembre | Córdoba | 7 - 42  | Mar del Plata | CA Estudiantes, Paraná |  |
|                |         | Reporte |               |                        |  |

| 3 de diciembre | Rosario | 31 - 7  | Lagos del Sur | CA Estudiantes, Paraná |  |
|                |         | Reporte |               |                        |  |

| 3 de diciembre | Córdoba | 0 - 7   | Rosario | CA Estudiantes, Paraná |  |
|                |         | Reporte |         |                        |  |

| 3 de diciembre | Mar del Plata | 33 - 7  | Lagos del Sur | Paraná Rowing Club, Paraná |  |
|                |               | Reporte |               |                            |  |

### Zona 4
| Pos. | Equipos      | Partidos | Partidos | Partidos | Tantos | Tantos | Tantos | Pts. |
| Pos. | Equipos      | G        | E        | P        | PF     | PC     | DP     | Pts. |
| ---- | ------------ | -------- | -------- | -------- | ------ | ------ | ------ | ---- |
| 1.°  | Buenos Aires | 3        | 0        | 0        | 112    | 15     | +97    | 6    |
| 2.°  | Entre Ríos   | 2        | 0        | 1        | 85     | 41     | +44    | 4    |
| 3.°  | Cuyo         | 1        | 0        | 2        | 24     | 104    | -80    | 2    |
| 4.°  | Nordeste     | 0        | 0        | 3        | 22     | 83     | -61    | 0    |

|  | Clasifica a Copa de Oro.    |
|  | Clasifica a Copa de Bronce. |

| 3 de diciembre | Nordeste | 5 - 26  | Entre Ríos | CA Estudiantes, Paraná |  |
|                |          | Reporte |            |                        |  |

| 3 de diciembre | Buenos Aires | 43 - 0  | Cuyo | Paraná Rowing Club, Paraná |  |
|                |              | Reporte |      |                            |  |

| 3 de diciembre | Nordeste | 12 - 19 | Cuyo | Paraná Rowing Club, Paraná |  |
|                |          | Reporte |      |                            |  |

| 3 de diciembre | Buenos Aires | 31 - 10 | Entre Ríos | CA Estudiantes, Paraná |  |
|                |              | Reporte |            |                        |  |

| 3 de diciembre | Nordeste | 5 - 38  | Buenos Aires | Paraná Rowing Club, Paraná |  |
|                |          | Reporte |              |                            |  |

| 3 de diciembre | Cuyo | 5 - 49  | Entre Ríos | CA Estudiantes, Paraná |  |
|                |      | Reporte |            |                        |  |

## Zona Ascenso

### Zona 5
| Pos. | Equipos | Partidos | Partidos | Partidos | Tantos | Tantos | Tantos | Pts. |
| Pos. | Equipos | G        | E        | P        | PF     | PC     | DP     | Pts. |
| ---- | ------- | -------- | -------- | -------- | ------ | ------ | ------ | ---- |
| 1.°  | Salta   | 2        | 0        | 0        | 91     | 10     | +81    | 4    |
| 2.°  | Formosa | 1        | 0        | 1        | 27     | 47     | -20    | 2    |
| 3.°  | Austral | 0        | 0        | 2        | 10     | 71     | -61    | 0    |

|  | Cuartos de final de Ascenso             |
|  | Grupo reubicación (25.° al 28.° puesto) |

| 3 de diciembre | Salta | 49 - 5  | Austral | CA Estudiantes, Paraná |  |
|                |       | Reporte |         |                        |  |

| 3 de diciembre | Formosa | 22 - 5  | Austral | CA Estudiantes, Paraná |  |
|                |         | Reporte |         |                        |  |

| 3 de diciembre | Salta | 42 - 5  | Formosa | Paraná Rowing Club, Paraná |  |
|                |       | Reporte |         |                            |  |

### Zona 6
| Pos. | Equipos          | Partidos | Partidos | Partidos | Tantos | Tantos | Tantos | Pts. |
| Pos. | Equipos          | G        | E        | P        | PF     | PC     | DP     | Pts. |
| ---- | ---------------- | -------- | -------- | -------- | ------ | ------ | ------ | ---- |
| 1.°  | Tierra del Fuego | 2        | 0        | 0        | 71     | 5      | +66    | 4    |
| 2.°  | San Luis         | 1        | 0        | 1        | 24     | 50     | -26    | 2    |
| 3.°  | Andina           | 0        | 0        | 2        | 17     | 57     | -40    | 0    |

|  | Cuartos de final de Ascenso             |
|  | Grupo reubicación (25.° al 28.° puesto) |

| 3 de diciembre | Tierra del Fuego | 38 - 0  | San Luis | Paraná Rowing Club, Paraná |  |
|                |                  | Reporte |          |                            |  |

| 3 de diciembre | Andina | 12 - 24 | San Luis | Paraná Rowing Club, Paraná |  |
|                |        | Reporte |          |                            |  |

| 3 de diciembre | Tierra del Fuego | 33 - 5  | Andina | CA Estudiantes, Paraná |  |
|                |                  | Reporte |        |                        |  |

### Zona 7
| Pos. | Equipos  | Partidos | Partidos | Partidos | Tantos | Tantos | Tantos | Pts. |
| Pos. | Equipos  | G        | E        | P        | PF     | PC     | DP     | Pts. |
| ---- | -------- | -------- | -------- | -------- | ------ | ------ | ------ | ---- |
| 1.°  | Oeste    | 2        | 0        | 0        | 53     | 10     | +43    | 4    |
| 2.°  | Paraguay | 1        | 0        | 1        | 36     | 48     | -12    | 2    |
| 3.°  | Jujuy    | 0        | 0        | 2        | 19     | 50     | -31    | 0    |

|  | Cuartos de final de Ascenso             |
|  | Grupo reubicación (25.° al 28.° puesto) |

| 3 de diciembre | Paraguay | 26 - 19 | Jujuy | CA Estudiantes, Paraná |  |
|                |          | Reporte |       |                        |  |

| 3 de diciembre | Oeste | 24 - 0  | Jujuy | CA Estudiantes, Paraná |  |
|                |       | Reporte |       |                        |  |

| 3 de diciembre | Paraguay | 10 - 29 | Oeste | Paraná Rowing Club, Paraná |  |
|                |          | Reporte |       |                            |  |

### Zona 8
| Pos. | Equipos      | Partidos | Partidos | Partidos | Tantos | Tantos | Tantos | Pts. |
| Pos. | Equipos      | G        | E        | P        | PF     | PC     | DP     | Pts. |
| ---- | ------------ | -------- | -------- | -------- | ------ | ------ | ------ | ---- |
| 1.°  | Alto Valle   | 2        | 0        | 0        | 40     | 19     | +21    | 4    |
| 2.°  | Chubut       | 1        | 0        | 1        | 36     | 19     | +17    | 2    |
| 3.°  | Entre Ríos B | 0        | 0        | 2        | 5      | 43     | -38    | 0    |

|  | Cuartos de final de Ascenso             |
|  | Grupo reubicación (25.° al 28.° puesto) |

| 3 de diciembre | Chubut | 22 - 0  | Entre Ríos B | CA Estudiantes, Paraná |  |
|                |        | Reporte |              |                        |  |

| 3 de diciembre | Alto Valle | 21 - 5  | Entre Ríos B | CA Estudiantes, Paraná |  |
|                |            | Reporte |              |                        |  |

| 3 de diciembre | Chubut | 14 - 19 | Alto Valle | CA Estudiantes, Paraná |  |
|                |        | Reporte |            |                        |  |

## Fase final

### Copa de Oro
|  | Cuartos de final | Cuartos de final | Cuartos de final |              |          | Semifinales | Semifinales | Semifinales |  |         | Final Oro | Final Oro | Final Oro |  |
|  |                  |                  |                  |              |          |             |             |             |  |         |           |           |           |  |
|  |                  |                  |                  |              |          |             |             |             |  |         |           |           |           |  |
|  | Tucumán          | Tucumán          | 19               |              |          |             |             |             |  |         |           |           |           |  |
|  | Tucumán          | Tucumán          | 19               |              |          |             |             |             |  |         |           |           |           |  |
|  | Entre Ríos       | Entre Ríos       | 17               |              |          |             |             |             |  |         |           |           |           |  |
|  | Entre Ríos       | Entre Ríos       | 17               |              | Tucumán  | Tucumán     | 15          |             |  |         |           |           |           |  |
|  |                  |                  |                  |              | Tucumán  | Tucumán     | 15          |             |  |         |           |           |           |  |
|  |                  |                  | Rosario          | Rosario      | 24       |             |             |             |  |         |           |           |           |  |
|  | Rosario          | Rosario          | Rosario          | Rosario      | 24       | 19          |             |             |  |         |           |           |           |  |
|  | Rosario          | Rosario          |                  |              |          |             |             |             |  |         |           |           |           |  |
|  | Uruguay          | Uruguay          | 14               |              |          |             |             |             |  |         |           |           |           |  |
|  | Uruguay          | Uruguay          | 14               |              |          |             |             |             |  | Rosario | Rosario   | 21        |           |  |
|  |                  |                  |                  |              |          |             |             |             |  | Rosario | Rosario   | 21        |           |  |
|  |                  |                  | Buenos Aires     | Buenos Aires | 12       |             |             |             |  |         |           |           |           |  |
|  | Santa Fe         | Santa Fe         | Buenos Aires     | Buenos Aires | 12       | 19          |             |             |  |         |           |           |           |  |
|  | Santa Fe         | Santa Fe         |                  |              |          |             |             |             |  |         |           |           |           |  |
|  | Mar del Plata    | Mar del Plata    | 17               |              |          |             |             |             |  |         |           |           |           |  |
|  | Mar del Plata    | Mar del Plata    | 17               |              | Santa Fe | Santa Fe    | 5           |             |  |         |           |           |           |  |
|  |                  |                  |                  |              | Santa Fe | Santa Fe    | 5           |             |  |         |           |           |           |  |
|  |                  |                  | Buenos Aires     | Buenos Aires | 14       |             |             |             |  |         |           |           |           |  |
|  | Buenos Aires     | Buenos Aires     | Buenos Aires     | Buenos Aires | 14       | 15          |             |             |  |         |           |           |           |  |
|  | Buenos Aires     | Buenos Aires     |                  |              |          |             |             |             |  |         |           |           |           |  |
|  | Chile            | Chile            | 7                |              |          |             |             |             |  |         |           |           |           |  |
|  | Chile            | Chile            | 7                |              |          |             |             |             |  |         |           |           |           |  |
|  |                  |                  |                  |              |          |             |             |             |  |         |           |           |           |  |

#### Copa de Plata
|  | Semifinales   | Semifinales   | Semifinales   |               |            | Final Plata | Final Plata | Final Plata |  |
|  |               |               |               |               |            |             |             |             |  |
|  |               |               |               |               |            |             |             |             |  |
|  | Entre Ríos    | Entre Ríos    | 22            |               |            |             |             |             |  |
|  | Entre Ríos    | Entre Ríos    | 22            |               |            |             |             |             |  |
|  | Uruguay       | Uruguay       | 14            |               |            |             |             |             |  |
|  | Uruguay       | Uruguay       | 14            |               | Entre Ríos | Entre Ríos  | 34          |             |  |
|  |               |               |               |               | Entre Ríos | Entre Ríos  | 34          |             |  |
|  |               |               | Mar del Plata | Mar del Plata | 12         |             |             |             |  |
|  | Mar del Plata | Mar del Plata | Mar del Plata | Mar del Plata | 12         | 12          |             |             |  |
|  | Mar del Plata | Mar del Plata |               |               |            | 12          |             |             |  |
|  | Chile         | Chile         | 7             |               |            |             |             |             |  |
|  | Chile         | Chile         | 7             |               |            |             |             |             |  |
|  |               |               |               |               |            |             |             |             |  |

### Copa de Bronce
|  | Cuartos de final    | Cuartos de final    | Cuartos de final    |                     |          | Semifinales | Semifinales | Semifinales |  |                     | Final Bronce        | Final Bronce | Final Bronce |  |
|  |                     |                     |                     |                     |          |             |             |             |  |                     |                     |              |              |  |
|  |                     |                     |                     |                     |          |             |             |             |  |                     |                     |              |              |  |
|  | San Juan            | San Juan            | 5                   |                     |          |             |             |             |  |                     |                     |              |              |  |
|  | San Juan            | San Juan            | 5                   |                     |          |             |             |             |  |                     |                     |              |              |  |
|  | Nordeste            | Nordeste            | 22                  |                     |          |             |             |             |  |                     |                     |              |              |  |
|  | Nordeste            | Nordeste            | 22                  |                     | Nordeste | Nordeste    | 14          |             |  |                     |                     |              |              |  |
|  |                     |                     |                     |                     | Nordeste | Nordeste    | 14          |             |  |                     |                     |              |              |  |
|  |                     |                     | Santiago del Estero | Santiago del Estero | 19       |             |             |             |  |                     |                     |              |              |  |
|  | Córdoba             | Córdoba             | Santiago del Estero | Santiago del Estero | 19       | 12          |             |             |  |                     |                     |              |              |  |
|  | Córdoba             | Córdoba             |                     |                     |          |             |             |             |  |                     |                     |              |              |  |
|  | Santiago del Estero | Santiago del Estero | 14                  |                     |          |             |             |             |  |                     |                     |              |              |  |
|  | Santiago del Estero | Santiago del Estero | 14                  |                     |          |             |             |             |  | Santiago del Estero | Santiago del Estero | 19           |              |  |
|  |                     |                     |                     |                     |          |             |             |             |  | Santiago del Estero | Santiago del Estero | 19           |              |  |
|  |                     |                     | Sur                 | Sur                 | 7        |             |             |             |  |                     |                     |              |              |  |
|  | Sur                 | Sur                 | Sur                 | Sur                 | 7        | 17          |             |             |  |                     |                     |              |              |  |
|  | Sur                 | Sur                 |                     |                     |          |             |             |             |  |                     |                     |              |              |  |
|  | Lagos del Sur       | Lagos del Sur       | 7                   |                     |          |             |             |             |  |                     |                     |              |              |  |
|  | Lagos del Sur       | Lagos del Sur       | 7                   |                     | Sur      | Sur         | 36          |             |  |                     |                     |              |              |  |
|  |                     |                     |                     |                     | Sur      | Sur         | 36          |             |  |                     |                     |              |              |  |
|  |                     |                     | Misiones            | Misiones            | 12       |             |             |             |  |                     |                     |              |              |  |
|  | Cuyo                | Cuyo                | Misiones            | Misiones            | 12       | 19          |             |             |  |                     |                     |              |              |  |
|  | Cuyo                | Cuyo                |                     |                     |          |             |             |             |  |                     |                     |              |              |  |
|  | Misiones            | Misiones            | 26                  |                     |          |             |             |             |  |                     |                     |              |              |  |
|  | Misiones            | Misiones            | 26                  |                     |          |             |             |             |  |                     |                     |              |              |  |
|  |                     |                     |                     |                     |          |             |             |             |  |                     |                     |              |              |  |

#### Posicionamiento
|  | Semifinales   | Semifinales   | Semifinales |      |         | Final Posicionamiento | Final Posicionamiento | Final Posicionamiento |  |
|  |               |               |             |      |         |                       |                       |                       |  |
|  |               |               |             |      |         |                       |                       |                       |  |
|  | San Juan      | San Juan      | 0           |      |         |                       |                       |                       |  |
|  | San Juan      | San Juan      | 0           |      |         |                       |                       |                       |  |
|  | Córdoba       | Córdoba       | 24          |      |         |                       |                       |                       |  |
|  | Córdoba       | Córdoba       | 24          |      | Córdoba | Córdoba               | 14                    |                       |  |
|  |               |               |             |      | Córdoba | Córdoba               | 14                    |                       |  |
|  |               |               | Cuyo        | Cuyo | 12      |                       |                       |                       |  |
|  | Lagos del Sur | Lagos del Sur | Cuyo        | Cuyo | 12      | 12                    |                       |                       |  |
|  | Lagos del Sur | Lagos del Sur |             |      |         | 12                    |                       |                       |  |
|  | Cuyo          | Cuyo          | 14          |      |         | Final Descenso        | Final Descenso        | Final Descenso        |  |
|  | Cuyo          | Cuyo          | 14          |      |         | Final Descenso        | Final Descenso        | Final Descenso        |  |
|  |               |               |             |      |         |                       |                       |                       |  |
|  |               |               |             |      |         | San Juan              | San Juan              | 21                    |  |
|  |               |               |             |      |         | San Juan              | San Juan              | 21                    |  |
|  |               |               |             |      |         | Lagos del Sur         | Lagos del Sur         | 5                     |  |
|  |               |               |             |      |         | Lagos del Sur         | Lagos del Sur         | 5                     |  |
|  |               |               |             |      |         |                       |                       |                       |  |

### Ascenso
|  | Cuartos de final | Cuartos de final | Cuartos de final |                  |                  | Semifinales      | Semifinales | Semifinales |       |                   | Final Ascenso     | Final Ascenso     | Final Ascenso |  |
|  |                  |                  |                  |                  |                  |                  |             |             |       |                   |                   |                   |               |  |
|  |                  |                  |                  |                  |                  |                  |             |             |       |                   |                   |                   |               |  |
|  | Salta            | Salta            | 33               |                  |                  |                  |             |             |       |                   |                   |                   |               |  |
|  | Salta            | Salta            | 33               |                  |                  |                  |             |             |       |                   |                   |                   |               |  |
|  | Chubut           | Chubut           | 7                |                  |                  |                  |             |             |       |                   |                   |                   |               |  |
|  | Chubut           | Chubut           | 7                |                  | Salta            | Salta            | 24          |             |       |                   |                   |                   |               |  |
|  |                  |                  |                  |                  | Salta            | Salta            | 24          |             |       |                   |                   |                   |               |  |
|  |                  |                  | Oeste            | Oeste            | 12               |                  |             |             |       |                   |                   |                   |               |  |
|  | Oeste            | Oeste            | Oeste            | Oeste            | 12               | 52               |             |             |       |                   |                   |                   |               |  |
|  | Oeste            | Oeste            |                  |                  |                  |                  |             |             |       |                   |                   |                   |               |  |
|  | San Luis         | San Luis         | 0                |                  |                  |                  |             |             |       |                   |                   |                   |               |  |
|  | San Luis         | San Luis         | 0                |                  |                  |                  |             |             |       | Salta             | Salta             | 7                 |               |  |
|  |                  |                  |                  |                  |                  |                  |             |             |       | Salta             | Salta             | 7                 |               |  |
|  |                  |                  | Tierra del Fuego | Tierra del Fuego | 14               |                  |             |             |       |                   |                   |                   |               |  |
|  | Tierra del Fuego | Tierra del Fuego | Tierra del Fuego | Tierra del Fuego | 14               | 31               |             |             |       |                   |                   |                   |               |  |
|  | Tierra del Fuego | Tierra del Fuego |                  |                  |                  |                  |             |             |       |                   |                   |                   |               |  |
|  | Paraguay         | Paraguay         | 5                |                  |                  |                  |             |             |       |                   |                   |                   |               |  |
|  | Paraguay         | Paraguay         | 5                |                  | Tierra del Fuego | Tierra del Fuego | 31          |             |       | Final 19.° puesto | Final 19.° puesto | Final 19.° puesto |               |  |
|  |                  |                  |                  |                  | Tierra del Fuego | Tierra del Fuego | 31          |             |       | Final 19.° puesto | Final 19.° puesto | Final 19.° puesto |               |  |
|  |                  |                  | Formosa          | Formosa          | 5                |                  |             |             |       |                   |                   |                   |               |  |
|  | Alto Valle       | Alto Valle       | Formosa          | Formosa          | 5                | 14               |             |             | Oeste | Oeste             | 21                |                   |               |  |
|  | Alto Valle       | Alto Valle       |                  |                  |                  |                  |             |             | Oeste | Oeste             | 21                |                   |               |  |
|  | Formosa          | Formosa          | 17               |                  |                  |                  |             |             |       |                   | Formosa           | Formosa           | 0             |  |
|  | Formosa          | Formosa          | 17               |                  |                  |                  |             |             |       |                   | Formosa           | Formosa           | 0             |  |
|  |                  |                  |                  |                  |                  |                  |             |             |       |                   |                   |                   |               |  |

#### Reubicación Ascenso (21.° al 24.° puesto)
|  | Semifinales | Semifinales | Semifinales |            |        | Final 21.° puesto | Final 21.° puesto | Final 21.° puesto |  |
|  |             |             |             |            |        |                   |                   |                   |  |
|  |             |             |             |            |        |                   |                   |                   |  |
|  | Chubut      | Chubut      | 21          |            |        |                   |                   |                   |  |
|  | Chubut      | Chubut      | 21          |            |        |                   |                   |                   |  |
|  | San Luis    | San Luis    | 12          |            |        |                   |                   |                   |  |
|  | San Luis    | San Luis    | 12          |            | Chubut | Chubut            | 7                 |                   |  |
|  |             |             |             |            | Chubut | Chubut            | 7                 |                   |  |
|  |             |             | Alto Valle  | Alto Valle | 19     |                   |                   |                   |  |
|  | Paraguay    | Paraguay    | Alto Valle  | Alto Valle | 19     | 5                 |                   |                   |  |
|  | Paraguay    | Paraguay    |             |            |        | 5                 |                   |                   |  |
|  | Alto Valle  | Alto Valle  | 26          |            |        | Final 23.° puesto | Final 23.° puesto | Final 23.° puesto |  |
|  | Alto Valle  | Alto Valle  | 26          |            |        | Final 23.° puesto | Final 23.° puesto | Final 23.° puesto |  |
|  |             |             |             |            |        |                   |                   |                   |  |
|  |             |             |             |            |        | San Luis          | San Luis          | 5                 |  |
|  |             |             |             |            |        | San Luis          | San Luis          | 5                 |  |
|  |             |             |             |            |        | Paraguay          | Paraguay          | 26                |  |
|  |             |             |             |            |        | Paraguay          | Paraguay          | 26                |  |
|  |             |             |             |            |        |                   |                   |                   |  |

### Reubicación Ascenso (25.° al 28.° puesto)
| Pos. | Equipos      | Partidos | Partidos | Partidos | Tantos | Tantos | Tantos | Pts. |
| Pos. | Equipos      | G        | E        | P        | PF     | PC     | DP     | Pts. |
| ---- | ------------ | -------- | -------- | -------- | ------ | ------ | ------ | ---- |
| 1.°  | Entre Ríos B | 3        | 0        | 0        | 64     | 24     | +40    | 6    |
| 2.°  | Austral      | 1        | 0        | 2        | 41     | 63     | -22    | 2    |
| 3.°  | Andina       | 1        | 0        | 2        | 58     | 66     | -8     | 2    |
| 4.°  | Jujuy        | 1        | 0        | 2        | 38     | 48     | -10    | 2    |

| 4 de diciembre | Austral | 0 - 31  | Entre Ríos B | CA Estudiantes, Paraná |  |
|                |         | Reporte |              |                        |  |

| 4 de diciembre | Andina | 26 - 14 | Jujuy | CA Estudiantes, Paraná |  |
|                |        | Reporte |       |                        |  |

| 4 de diciembre | Austral | 10 - 17 | Jujuy | Paraná Rowing Club, Paraná |  |
|                |         | Reporte |       |                            |  |

| 4 de diciembre | Andina | 17 - 21 | Entre Ríos B | Paraná Rowing Club, Paraná |  |
|                |        | Reporte |              |                            |  |

| 4 de diciembre | Entre Ríos B | 12 - 7  | Jujuy | CA Estudiantes, Paraná |  |
|                |              | Reporte |       |                        |  |

| 4 de diciembre | Austral | 31 - 15 | Andina | CA Estudiantes, Paraná |  |
|                |         | Reporte |        |                        |  |

## Tabla de posiciones
Las posiciones finales al terminar el campeonato:
| 1.°  | Rosario             | 6 | 0 | 0 | 126 | 62  | +64  |
| 2.°  | Buenos Aires        | 5 | 0 | 1 | 153 | 39  | +114 |
| 3.°  | Tucumán             | 4 | 0 | 1 | 122 | 48  | +74  |
| 4.°  | Santa Fe            | 4 | 0 | 1 | 114 | 65  | +49  |
| 5.°  | Entre Ríos          | 4 | 0 | 2 | 158 | 86  | +72  |
| 6.°  | Mar del Plata       | 3 | 0 | 3 | 130 | 98  | +32  |
| 7.°  | Uruguay             | 2 | 0 | 3 | 84  | 84  | +0   |
| 8.°  | Chile               | 2 | 0 | 3 | 80  | 60  | +20  |
| 9.°  | Santiago del Estero | 3 | 0 | 3 | 95  | 99  | -4   |
| 10.° | Sur                 | 3 | 0 | 3 | 98  | 122 | -24  |
| 11.° | Nordeste            | 1 | 0 | 4 | 58  | 107 | -49  |
| 12.° | Misiones            | 1 | 0 | 4 | 60  | 148 | -88  |
| 13.° | Córdoba             | 4 | 0 | 2 | 76  | 89  | -13  |
| 14.° | Cuyo                | 2 | 0 | 4 | 69  | 156 | -87  |
| 15.° | San Juan            | 2 | 0 | 4 | 43  | 111 | -68  |
| 16.° | Lagos del Sur       | 0 | 0 | 6 | 52  | 135 | -83  |
| 17.° | Tierra del Fuego    | 5 | 0 | 0 | 147 | 22  | +125 |
| 18.° | Salta               | 4 | 0 | 1 | 155 | 43  | +112 |
| 19.° | Oeste               | 4 | 0 | 1 | 138 | 34  | +104 |
| 20.° | Formosa             | 2 | 0 | 3 | 49  | 113 | -64  |
| 21.° | Alto Valle          | 4 | 0 | 1 | 99  | 48  | +51  |
| 22.° | Chubut              | 2 | 0 | 3 | 71  | 83  | -12  |
| 23.° | Paraguay            | 2 | 0 | 3 | 72  | 110 | -38  |
| 24.° | San Luis            | 1 | 0 | 4 | 41  | 149 | -108 |
| 25.° | Entre Ríos B        | 3 | 0 | 2 | 69  | 67  | +2   |
| 26.° | Austral             | 1 | 0 | 4 | 51  | 134 | -83  |
| 26.° | Andina              | 1 | 0 | 4 | 75  | 123 | -48  |
| 28.° | Jujuy               | 1 | 0 | 4 | 57  | 98  | -42  |

|  | Campeón Copa de Oro.             |
|  | Campeón Copa de Plata.           |
|  | Campeón Copa de Bronce.          |
|  | Ganador Posicionamiento.         |
|  | Desciende a Zona Ascenso 2023.   |
|  | Asciende a Zona Campeonato 2023. |

| Bandera de la Ciudad de Rosario |
| Rosario Campeón                 |
| Sexto título                    |